# Хубер, Франц Михаэль
Франц Михаэль Хубер (нем. Franz Michael Hueber; ? — 22 мая 1746, Инсбрук) — австрийский живописец эпохи барокко.

## Биография
О жизни Хубера известно немного; он был гражданином Инсбрука и женился в этом городе 21 ноября 1701 года на Марии Элизабет Вальдинер, с которой у него было девять детей. Он работал придворным живописцем (Hofmaler) тирольского штатгальтера Карла Филиппа Пфальцского и создавал, в частности, декоративные росписи, изображения священных гробниц, театральные декорации, а также похоронные декорации императрицы Элеоноры Магдалины Терезии в мае 1720 года и императора Карла VI в декабре 1740 года (последние в сотрудничестве с придворным архитектором Георгом Антоном Гумппом).
В 1711 году совместно с Йозефом и Иоганном Вальдманами он расписал Зал Геркулеса в Хофбурге в Инсбруке (росписи были уничтожены во время реконструкции в 1760 году). В 1729 году писал картины вместе с Иоганном Георгом Хёттингером Старшим. Фрески из жизни Марии в приходской церкви Вознесения Девы Марии в Шваце, которые были удалены во время реготизации («возобновления готики») в начале XX века. Однако сохранились фрески в Зале Святого Бернарда аббатства Штамс, созданные художником в 1722 году совместно со своим учеником Антоном Цоллером и изображающие сцены из жизни святого Бернарда Клервоского. Хуберу также приписывают роспись потолка в капелле Святой Крови приходской и паломнической церкви Святого Освальда в Зеефельде, созданную в 1724 году.